# @MAX SyncUp
@MAX SyncUp — компьютерная программа для инкрементального резервного копирования файлов и их восстановления в случае потери, а также для синхронизации данных. Функционирует в ОС Windows. Программа предназначена для частного использования, а также для среднего и малого бизнеса. Является проприетарным коммерческим программным обеспечением компании @MAX software. Компания также предлагает бесплатный плеер @MAX Tray Player для воспроизведения аудио и видео файлов.

## Описание
@MAX SyncUp является инструментом файлового резервного копирования. Программа не предназначена для создания образов диска. В зависимости от выбранного типа профиля программа позволяет выполнять следующие операции:
1. Создавать резервные копии файлов пользователя;
2. Восстанавливать файлы из резервных копий в случае их утраты в результате случайного удаления или повреждения носителя, а также для возврата к более ранним версиям файлов;
3. Осуществлять двунаправленную синхронизацию файлов, хранящихся в разных папках, для достижения идентичности содержания папок.

@MAX SyncUp позволяет осуществлять синхронизацию данных и создавать резервные копии:
- на локальном компьютере пользователя;
- на сетевых дисках и NAS;
- на подключаемых USB-носителях (флэш-карты, HDD);
- на FTP и SFTP-серверах;
- на серверах, предоставляющих доступ по протоколу WebDAV, в том числе в облачных сервисах Яндекс.Диск, Box.com и др.;
- в облачном хранилище Google Drive.

Программа не позволяет создавать резервные копии на DVD.
Запуск резервного копирования и синхронизации может происходить автоматически по расписанию, только при изменении файлов, подлежащих копированию/синхронизации, или осуществляться пользователем вручную.
Размер дистрибутива программы составляет 2,94 МБ.

## Функции
1. Резервное копирование. Программа позволяет создавать инкрементальный архив данных, состоящий из полных резервных копий и копий только тех файлов, в которые вносились изменения. Это обеспечивает сохранение предыдущих версий файлов. Также доступно сохранение данных в несжатом виде или в виде стандартного zip-архива. Программа поддерживает сервис теневого копирования, что позволяет сохранять файлы во время их обработки.
2. Восстановление резервных копий. Восстановление файлов осуществимо на выборочной основе без необходимости восстановления полного архива данных, доступно восстановление одного и того же файла по состоянию на предыдущие даты. Присутствует возможность выбора места сохранения восстановленных файлов.
3. Синхронизация. @MAX SyncUp выполняет синхронизацию между двумя папками, расположенными в разных местах, в обоих направлениях. Конфликты, возникающие вследствие изменения информации в обеих папках одновременно, могут разрешаться как автоматически, так и в ручном режиме.

## Особенности
1. Расширенные возможности при осуществлении синхронизации с Google Drive, а именно: возможность синхронизировать не одну, а несколько папок, использовать фильтры для отбора файлов, изменять частоту синхронизации, а также использовать более одной учётной записи.
2. Функция «Compare and Sync». При установке программы в контекстном меню появляется опция «Compare and Sync», позволяющая осуществлять сравнение папок в один клик с целью выявления различий между ними и последующей быстрой синхронизацией содержимого папок.
3. При восстановлении отдельных файлов с (S)FTP и WebDAV-серверов не требует загрузки всего архива.
4. Позволяет работать в системе без регистрации активного пользователя, так как программа запускается как сервис Windows.
5. При создании резервных копий программа сохраняет ACL-атрибуты файлов.
6. Характеризуется наличием подробных фильтров с использованием масок, обеспечивающих детальную настройку для включения и/или исключения файлов в процесс обработки.